# Piszczane (rejon krzemieńczucki)
Piszczane (ukr. Піщане) – wieś na Ukrainie, w obwodzie połtawskim, w rejonie krzemieńczuckim, siedziba hromady. W 2001 liczyła 4931 mieszkańców, spośród których 4684 wskazało jako ojczysty język ukraiński, 238 rosyjski, 1 mołdawski, 2 białoruski, 1 ormiański, a 5 inny.